# Lipskiy (cráter)

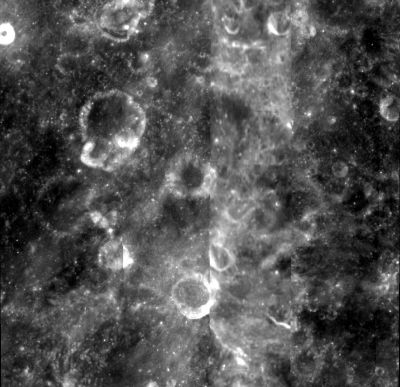
Fotografía de la misión Clementine (1994)

Lipskiy es un cráter de impacto perteneciente a la cara oculta de la Luna. Se encuentra justo al sur del ecuador lunar, y es el cráter con nombre propio más cercano a la antípoda del punto del zenith de la Tierra sobre el firmamento lunar. Es decir, se encuentra en la región de la Luna que es la más distante de la Tierra. Lipskiy se encuentra a menos de un diámetro al norte del prominente cráter Daedalus. Al noreste se halla el cráter Krasovskiy.
|  |

El cráter ha sido fuertemente dañado e interrumpido por impactos posteriores, dejando una formación que apenas se reconoce como un cráter. El borde y el interior son muy irregulares, y están cubiertos por varios impactos más pequeños. Los más notables de estos son Lipskiy V en el borde noroeste y Lipskiy S, apenas al oeste del punto medio.

## Cráteres satélite
Por convención estos elementos son identificados en los mapas lunares poniendo la letra en el lado del punto medio del cráter que está más cercano a Lipskiy.
|         | \| Lipskiy \| Coordenadas \| Diámetro \| \| ------- \| ------------------------------ \| -------- \| \| S \| 2°12′S 179°54′O / -2.2, -179.9 \| 23 km \| \| V \| 1°12′S 178°42′E / -1.2, 178.7 \| 36 km \| \| X \| 0°24′N 178°54′E / 0.4, 178.9 \| 24 km \| |          |
| Lipskiy | Coordenadas | Diámetro |
| S       | 2°12′S 179°54′O / -2.2, -179.9 | 23 km    |
| V       | 1°12′S 178°42′E / -1.2, 178.7 | 36 km    |
| X       | 0°24′N 178°54′E / 0.4, 178.9 | 24 km    |